# Justícia d'Aragó

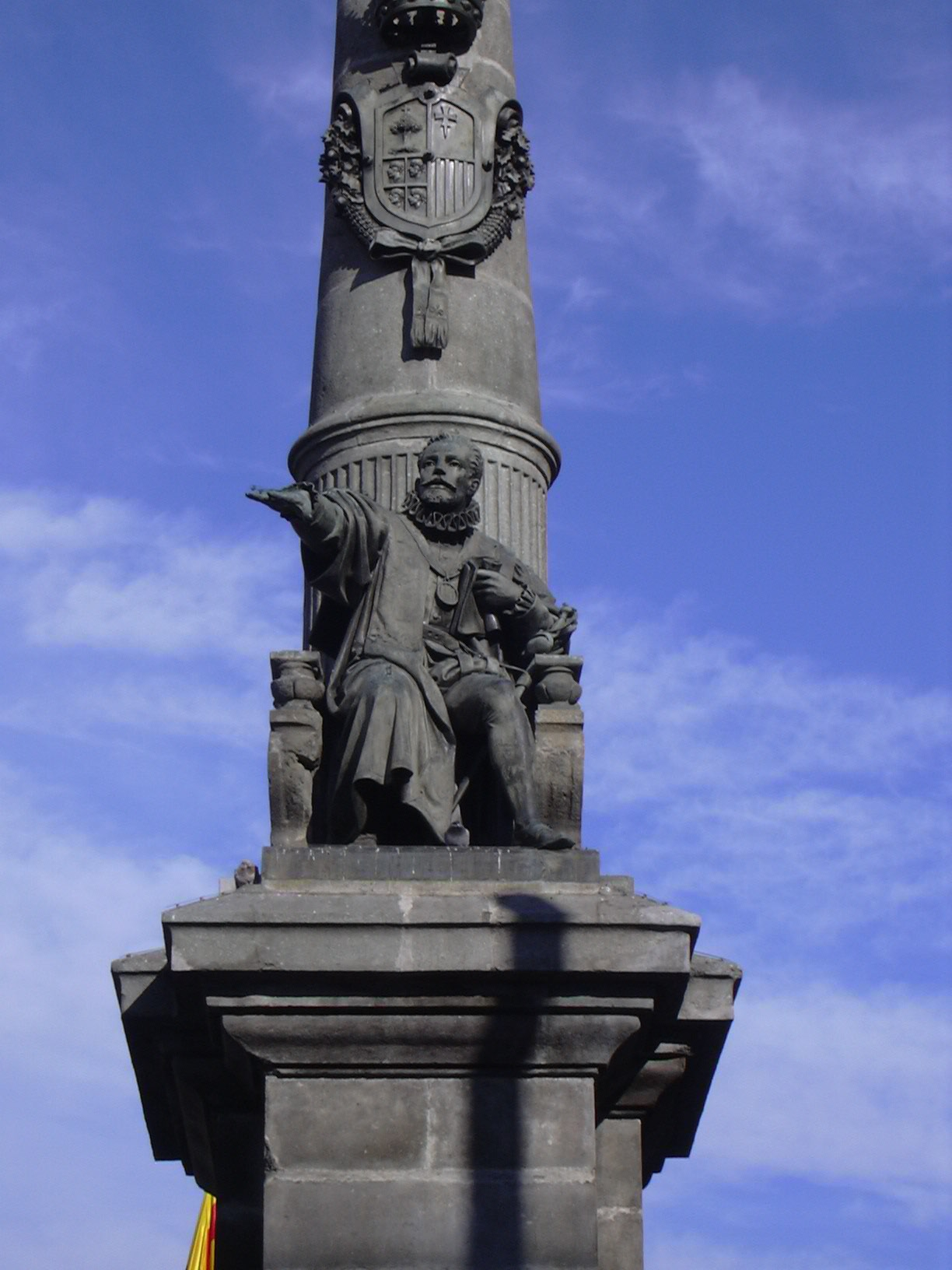
Joan V de Lanuza

El Justícia d'Aragó és un defensor dels drets i llibertats dels ciutadans davant dels possibles abusos de l'Administració pública.
El Justícia d'Aragó és el nom històric amb el qual es designa el síndic de greuges d'Aragó. Segons alguns autors es tracta del precedent llunyà de tots els síndics de greuges europeus.
En l'actualitat no jutja ni dicta sentències sobre els conflictes en els quals intervé (a diferència de l'època medieval), sinó que supervisa l'activitat de l'Administració, mitjançant suggeriments, recomanacions i informes especials sobre matèries de la seva competència.

## Història de la institució
La figura del Justícia d'Aragó nasqué a finals del segle xii i principis del xiii com a mediador i moderador en les pugnes i diferències entre el rei i la noblesa de l'època. Després del rei, era el Justiciazgo la institució més important i prestigiosa de l'organització política del Regne d'Aragó. Amb el pas del temps, el Justícia es convertiria en jutge encarregat de dirimir els conflictes entre la monarquia i els ciutadans.
Durant uns segles presidí les Corts d'Aragó en absència del Rei, prengué jurament a tots els reis d'Aragó a la Catedral de La Seo de Saragossa, exercí com un magistrat i assumí la interpretació del Dret aragonès.
En les Alteracions d'Aragó de 1591, el justícia Joan V de Lanuza fou decapitat per ordre de Felip II en formar part de la defensa a l'entrada dels terços reials a Aragó. Després d'aquests fets, tant la figura del Justícia, com moltes altres institucions aragoneses, foren reformades en favor del monarca. Poc més d'un segle més tard, el 1711, Felip V aboleix la figura amb els Decrets de Nova Planta.
La institució reapareix el 1982 a l'Estatut d'Autonomia d'Aragó. Es tracta de la tercera autoritat de la comunitat autònoma, juntament amb el President de la Diputació General d'Aragó i el president de les Corts d'Aragó.
La seu actual del Justícia d'Aragó es troba al Palau d'Armijo (Saragossa).

## Funcions
Segons diu l'estatut d'autonomia de l'Aragó, el Justícia d'Aragó té bàsicament tres funcions:
- Protegir i defensar els drets individuals i col·lectius dels ciutadans davant de les actuacions irregulars de les Administracions Públiques
- Defensar l'Estatut d'Autonomia d'Aragó
- Tutelar l'Ordenament Jurídic Aragonès

## Justícies des de la restauració de la democràcia a Espanya
- Emilio Gastón Sanz. (1988-1993).
- Juan Bautista Montserrat Mesanza. (1993-1998).
- Fernando García Vicente. (1998-2018).
- Ángel Dolado Pérez (2018-).